# Пэшли, Роберт
Роберт Пэшли, англ. Robert Pashley (4 сентября 1805, Йорк — 29 мая 1859) — британский экономист, путешественник и исследователь античности XIX века. Масон с 1837 года (член Общества Внутреннего Храма).
Учился в Тринити-Колледже при Кембриджском университете. Имея отличия в математике и классических дисциплинах, он был избран членом общества Тринити-колледжа на его первом собрании. В 1832 г. получил степень магистра искусств. Предпринял по поручению колледжа путешествие по Италии, Греции, Анатолии и Криту, по результатам чего опубликовал двухтомник «Путешествия по Криту» (Travels in Crete). Его работа считается классическим трудом по географии Оттоманской империи, с подробными наблюдениями о местных обычаях, социальных вопросах, ландшафте и др.
Пэшли был одним из пионеров исследования культуры Крита в первой половине XIX века. Ему первому удалось установить местонахождение древнего города Кидония на основании одних лишь античных источников, не имея возможности вести археологические раскопки. 
Вместе с капитаном королевского флота Спраттом принял участие в одном из первых описаний античного полиса Фаласарны. В ходе путешествия на Крит в 1830 г. он отметил, что большинство населения говорит по-гречески, даже несмотря на то, что значительная часть населения при османах была обращена в ислам.
Другие события из биографии.
- 1838: утратил свою библиотеку и антикварную коллекцию при пожаре масонского Храма.
- 1851: назначен одним из советников королевы Виктории
- 1852: участвовал в выборах в парламент (не избран)
- 1853: женился на Марии, дочери прусского барона фон Лауэра из Берлина. В браке родилось трое детей.
- опубликовал экономические труды: «О нищете» (On Pauperism, 1854), «Замечания к правительственному законопроекту об отмене закона о выселении бедных» (Observations on the government bill for abolishing the Removal of the Poor, 1854).

Погребён на кладбище Кенсал-Грин.